# Peter Sallis

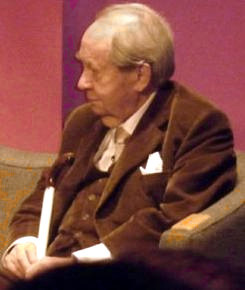
Peter Sallis (2008)

Peter Sallis, OBE, (* 1. Februar 1921 in Twickenham, Middlesex; † 2. Juni 2017 im London Borough of Hillingdon, London) war ein britischer Schauspieler und Synchronsprecher.

## Leben
Peter Sallis absolvierte nach seiner Militärzeit im Zweiten Weltkrieg die Royal Academy of Dramatic Art und stand 1946 erstmals auf der Theaterbühne. Seit 1947 war er in zahlreichen Produktionen meist für das britische Fernsehen zu sehen. Zwar trat er auch in einigen Kinofilmen auf, hier blieb es aber überwiegend bei Nebenrollen. Von 1973 bis 2010 spielte er die Rolle des Norman Clegg in allen 295 Episoden der BBC-Sitcom Last of the Summer Wine. Diese über einen Zeitraum von 37 Jahren gespielte Rolle brachte ihm beim britischen Fernsehpublikum einen hohen Bekanntheitsgrad ein. Außerdem lieh Sallis von 1989 bis 2010 der Knetgummifigur Wallace aus der Reihe Wallace & Gromit seine Stimme in Kinofilmen, Fernsehserien und Videospielen. 2012 zog er sich der inzwischen 91-jährige Sallis aus dem Schauspielgeschäft zurück.
Sallis war von 1957 bis 1965 mit seiner Schauspielkollegin Elaine Usher (1932–2014) verheiratet, der Ehe entsprang der 1959 geborene Szenenbildner und Filmarchitekt Crispian Sallis. Nach der Scheidung heiratete er nicht wieder. Am 2. Juni 2017 verstarb Sallis im Alter von 96 Jahren in Denville Hall, einem Altersheim für Schauspieler im Westen von London, friedlich im Kreise seiner Familie.

## Filmografie (Auswahl)
- 1947: A Midsummer Night’s Dream (Fernsehfilm)
- 1956: Anastasia
- 1961: Geheimauftrag für John Drake (Danger Man, Fernsehserie, 1 Folge)
- 1962: Auch die Kleinen wollen nach oben (The Mouse on the Moon)
- 1963: Hotel International (The V.I.P.'s)
- 1964: Mit Schirm, Charme und Melone (The Avengers, Fernsehserie, 1 Folge)
- 1965: Irrwege der Leidenschaft (Rapture)
- 1967: Doctor Who (Fernsehserie, 6 Folgen)
- 1969: Die lebenden Leichen des Dr. Mabuse (Scream and Scream Again)
- 1970: Wie schmeckt das Blut von Dracula? (Taste the Blood of Dracula)
- 1970: Catweazle (Fernsehserie, 1 Folge)
- 1970: Inzest (My Lover My Son)
- 1971: Paul Temple (Fernsehserie, 1 Folge)
- 1971: Die 2 (The Persuaders!, Fernsehserie, 1 Folge)
- 1971–1976: Task Force Police (Softly Softly Task Force, Fernsehserie, 3 Folgen)
- 1972: Callan (Fernsehserie, 1 Folge)
- 1973: Frankenstein, wie er wirklich war (Frankenstein: The True Story, Fernsehfilm)
- 1973–2010: Last of the Summer Wine (Fernsehserie, 295 Folgen)
- 1976: Die unglaubliche Sarah (The Incredible Sarah)
- 1977: Julias unheimliche Wiederkehr (Full Circle)
- 1978: Die Schlemmer-Orgie (Who Is Killing the Great Chefs of Europe?)
- 1980: Die unglaublichen Geschichten von Roald Dahl (Tales of the Unexpected, Fernsehserie, 1 Folge)
- 1982: Zeugin der Anklage (Witness for the Prosecution, Fernsehfilm)
- 2004: Familienanschluss (Belongings)
- 2004: Doctors (Fernsehserie, 1 Folge)
- 2005: Wallace & Gromit – Auf der Jagd nach dem Riesenkaninchen (Wallace & Gromit: The Curse of the Were-Rabbit) (Stimme)